# Kuk, Papua Nya Guinea
Kuk är en ort i Papua Nya Guinea. Den är en arkeologisk fyndort. Den internationellt mest kända boplatsen med en säker domesticering av gröda är Kuks träskområden. Kuk uppfördes den 7 juli 2008 på Unescos världsarvslista.

## Jordbruket på Nya Guinea
Efter hand som arkeologerna under de senaste åren utvidgat sina utgrävningar till områden utanför Europa och Främre Orienten, har man gjort fynd som på många sätt förändrat vedertagna uppfattningar. Ett exempel är 5 000-6 000 år gamla dräneringskanaler i Kukträsket i Nya Guineas högländer. I omkring 4 000 år, fram till omkring 800 e.Kr., bedrevs i detta område ett intensivt och arbetskrävande jordbruk, troligen med odling av taro och jams. Hur och varför detta jordbruk växte fram, och varför det inte kom att vidareutvecklas, är okänt. Det verkar som om svinet infördes till Nya Guinea som tamdjur redan för omkring 10 000 år sedan, och då troligen i samband med ett extensivt svedjejordbruk. För omkring 9 000 år sedan fördes skal och snäckor från kusten i ett varuutbyte upp till höglandet, troligen som ett led i en viss politisk centralisering kring "big man". Införandet av taro ökade möjligheterna för en politisk centralisering i och med att det medgav en långt tätare befolkning, särskilt när odlingen skedde genom ett intensivt trädgårdsbruk. Detta var sannolikt bakgrunden till jordbruket i Kukträsken. När detta uppgavs omkring 800 e.Kr. kan det ha samband med att sötpotatisen infördes från Amerika över Stilla havet. Med sin större motståndskraft mot köld gjorde sötpotatisen det mera fördelaktigt att bedriva ett extensivt svedjebruk i högre liggande områden än att fortsätta med det intensiva jordbruket i träskområdena.